# Hôpital Beaujon

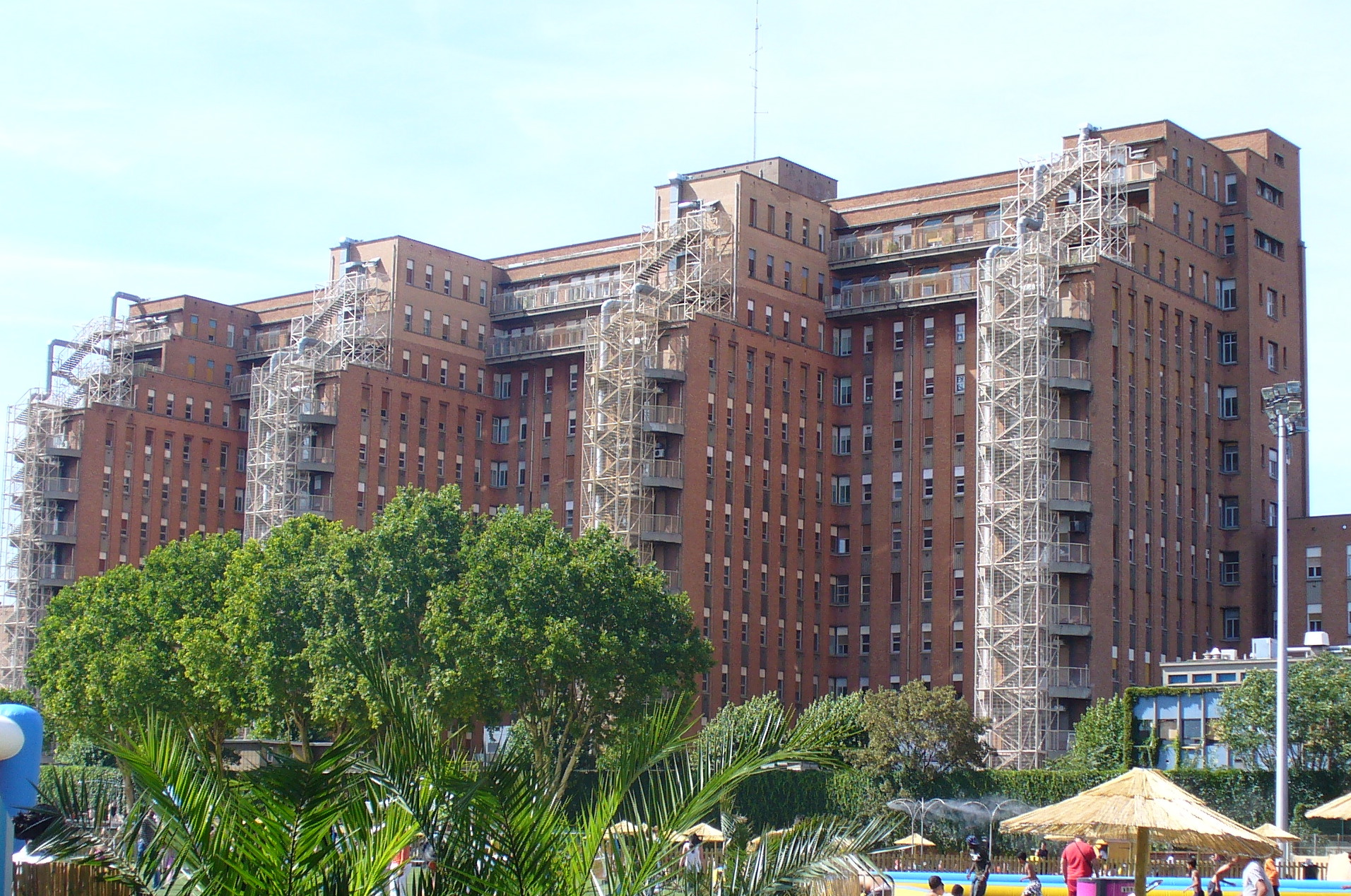
Hôpital Beaujon

Hôpital Beaujon är ett sjukhus för Assistance Publique – Hôpitaux de Paris (AP-HP), beläget i Clichy i Hauts-de-Seine.
Sjukhuset är en del av Nord University Hospital Group – Université Paris Cité of the AP-HP. Den har cirka femton specialiteter, inklusive gastroenterologi, hepatologi, hepatogiliär-pankreaskirurgi, kolorektalkirurgi, ortopedi, stomatologi och internmedicin.
Sjukhuset är uppkallat efter Nicolas Beaujon (1718–1786) vars förmögenhet gjorde det möjligt för honom att finansiera välgörenhetsorganisationer.